# Palpita disjunctalis
Palpita disjunctalis là một loài bướm đêm trong họ Crambidae.